# 크리스티나 청
크리스티나 청(Christina Chong, 1983년 9월 18일 ~ )은 잉글랜드의 배우이다.